# Bubble Bobble
Bubble Bobble is een computerspel dat werd ontwikkeld door Taito Corporation en uitgegeven door Firebird Software Ltd.. Het spel werd in 1986 uitgebracht als arcadespel. Een jaar later werd het uitgebracht voor de Amiga, Amstrad CPC, Atari ST, Commodore 64, MSX, Nintendo Entertainment System en de ZX Spectrum. Later volgde ook andere platformen.

## Platform
| 1986 | Arcade                                                            |
| 1987 | Amiga, Amstrad CPC, Atari ST, Commodore 64, MSX, NES, ZX Spectrum |
| 1988 | Apple II, DOS                                                     |
| 1990 | FM Towns, Sharp X68000                                            |
| 1991 | Game Boy, SEGA Master System                                      |
| 1994 | Game Gear                                                         |
| 1999 | Game Boy Color                                                    |
| 2006 | J2ME                                                              |
| 2007 | Wii Virtual Console                                               |
| 2013 | Nintendo 3DS                                                      |

## Ontvangst
| Beoordeeld door     | Platform           | Datum            | Score |
| ------------------- | ------------------ | ---------------- | ----- |
| Retrogaming History | SEGA Master System | 29 mei 2010      | 90%   |
| All Game Guide      | NES                | 2007             | 90%   |
| Mean Machines       | NES                | november 1990    | 85%   |
| Tilt                | NES                | december 1990    | 85%   |
| Happy Computer      | Commodore 64       | april 1986       | 80%   |
| Nintendo Life       | Wii                | 24 november 2007 | 80%   |
| Mag'64              | Wii                | 30 januari 2009  | 75%   |
| All Game Guide      | Game Gear          | 1998             | 70%   |
| Power Play          | NES                | augustus 1991    | 69%   |
| Video Games         | NES                | maart 1991       | 69%   |

## Trivia
- Het spel is opgenomen in het boek 1001 Video Games You Must Play Before You Die van Tony Mott.